# Her Indian Hero
Her Indian Hero est un film muet américain réalisé par Al Christie, Jack Conway et Milton J. Fahrney.

## Fiche technique
- Titre : Her Indian Hero
- Réalisation : Al Christie, Jack Conway et Milton J. Fahrney
- Genre : Western
- Production : David Horsley pour Nestor Film Company
- Distribution : Motion Picture Distributors and Sales Company
- Date de sortie :
  -  États-Unis : 17 avril 1912

## Distribution
- Jack Conway : Hal Benton
- George Gebhardt : Silver Water
- Dorothy Davenport : Veda Mead
- Victoria Forde : Morning Star
- Russell Bassett : Mr. Mead
- Eugenie Forde : la mère de Morning Star